# Quận Bolivar, Mississippi
Quận Bolivar (tiếng Anh: Bolivar County) là một quận nằm trong khu vực đồng bằng sông Mississippi của tiểu bang Mississippi, Hoa Kỳ. Đến năm 2000, dân số là 40.633 người. Quận được đặt tên để vinh danh của Simón Bolívar, lãnh đạo giải phóng một số nước Nam Mỹ từ Tây Ban Nha vào đầu thế kỷ 19. Thủ phủ của quận là Rosedale và Cleveland6.
Vùng thống kê đô thị Cleveland bao gồm tất cả quận Bolivar.
Theo Cục điều tra dân số Hoa Kỳ, quận có tổng diện tích 906 dặm vuông (2.346 km ²), trong đó, 876 dặm vuông (2.270 km ²) là đất và 29 dặm vuông (76 km ²) của nó (3,25%) là mặt nước.